# Mahaka Ponds
Mahaka Ponds är en sjö i Antarktis. Den ligger i Östantarktis. Nya Zeeland gör anspråk på området. Mahaka Ponds ligger 968 meter över havet.